# Tarasteix
Tarasteix település Franciaországban, Hautes-Pyrénées megyében. Lakosainak száma 270 fő (2022. január 1.). Tarasteix Montaner, Ponson-Debat-Pouts, Ponson-Dessus, Lagarde, Oroix és Siarrouy községekkel határos.

## Népesség
A település népessége az elmúlt években az alábbi módon változott:
| Lakosok száma | 262  | 260  | 266  | 266  | 269  | 271  | 269  | 272  | 270  |
|               | 2013 | 2015 | 2016 | 2017 | 2018 | 2019 | 2020 | 2021 | 2022 |